# Мелрихштат
Мелрихштат (њем. Mellrichstadt) град је у њемачкој савезној држави Баварска. Једно је од 37 општинских средишта округа Рен-Грабфелд. Према процјени из 2010. у граду је живјело 5.896 становника. Посједује регионалну шифру (AGS) 9673142, NUTS (DE266) и LOCODE (DE MST) код.

## Географски и демографски подаци
Мелрихштат се налази у савезној држави Баварска у округу Рен-Грабфелд. Град се налази на надморској висини од 270 метара. Површина општине износи 55,8 km². У самом граду је, према процјени из 2010. године, живјело 5.896 становника. Просјечна густина становништва износи 106 становника/km².